# Tomás Estrada Palma
Tomás Estrada Palma (ur. 9 lipca 1832, zm. 4 listopada 1908) – prezydent Kuby, jeden z przywódców ruchu powstańczego przeciwko Hiszpanom 1868–1878, prezydent 1875 (zwierzchnik władz powstańczych) i od 20 maja 1902 do 28 września 1906.

## Życiorys
Generał wojsk powstańczych, w latach 1877-1882 przebywał w niewoli hiszpańskiej, następnie udał się na emigrację. Od 1895 do 1902 był przedstawicielem ruchu niepodległościowego Kuby w Stanach Zjednoczonych. W 1906 wzrost opozycji skłonił go do wezwania na pomoc armii amerykańskiej.